# Ordine per il Coraggio
L'Ordine per il Coraggio (in ucraino Орден «За мужність»?, Orden «Za mužnist'») è un'onorificenza ucraina.

## Storia
L'Ordine è stato fondato il 21 agosto 1996.

## Classi
L'Ordine dispone delle seguenti classi di benemerenza:
- I Classe
- II Classe
- III Classe

| Insegne    | Insegne   | Insegne  | Insegne |
| ---------- | --------- | -------- | ------- |
|            |           |          |         |
| Nastri     |           |          |         |
| III Classe | II Classe | I Classe |         |

## Assegnazione
L'Ordine è assegnato ai cittadini:
- per azioni di coraggio e di eroismo individuale e per il salvataggio di persone o materiali preziosi mettendo in pericolo la propria vita.

## Insegne
- Il nastro cambia a seconda della classe.